# Rungwecebus kipunji
Rungwecebus kipunji is een apensoort die in 2005 in Tanzania is ontdekt. Deze soort werd oorspronkelijk beschreven als een soort van het geslacht Lophocebus, maar later onderzoek wees uit dat de soort beter in een apart geslacht geplaatst kon worden. Dit kreeg de naam Rungwecebus. Dit dier is het nauwste verwant aan de bavianen (Papio) en de gelada (Theropithecus gelada).
De aap is middelgroot, heeft een lange staart en een zwart gezicht. Op zijn kop zit een bosje haar in de vorm van een hanenkam. Het geluid dat de aap maakt, lijkt op hondengeblaf.

## Status als ernstig bedreigde diersoort
In 2008 bleek uit onderzoek dat er rond de 1100 apen over waren, verdeeld over ongeveer 40 familiegroepjes. Dit aantal neemt in zorgwekkend tempo af als gevolg van aantasting en versnippering van het leefgebied  door houtkap, verkoling van hout, illegale jacht en andere vormen van niet duurzame exploitatie van het bos. Om deze redenen staat deze soort aap als ernstig bedreigd (kritiek) op de Rode Lijst van de IUCN.